# José María Minella
José María Minella (* 6. August 1909 in Mar del Plata; † 13. August 1981 in Buenos Aires) war ein argentinischer Fußballspieler und späterer -trainer, der mit River Plate viele Erfolge feierte und auch in der Nationalmannschaft seines Heimatlandes aktiv war.
Das aus Anlass der in Argentinien stattfindenden Fußball-Weltmeisterschaft 1978 errichtete Stadion in Mar del Plata, das Estadio José María Minella mit einem Fassungsvermögen von heutzutage 35.354 Zuschauerplätzen, wurde zu Ehren des wohl besten Fußballers, den Mar del Plata je hervorgebracht hatte, bereits zu Lebzeiten von José María Minella mit dessen Namen versehen.

## Spielerkarriere

### Vereinskarriere
José María Minella, geboren am 8. Juni 1909 in Mar del Plata, begann mit dem Fußballspielen bei Gimnasia y Esgrima de La Plata in der gleichnamigen Hauptstadt der Provinz Buenos Aires. Für Gimnasia y Esgrima spielte er unter anderem die erste Spielzeit der argentinischen Primera División, 1931 wurde der zwölfte Platz belegt. Danach agierte Minella noch drei weitere Spielzeiten im Mittelfeld von Gimnasia y Esgrima, die beste Platzierung war ein vierter Platz 1933. Zur Saison 1935 unterschrieb José María Minella einen Vertrag beim bonarenser Spitzenverein River Plate. Dem heutigen Rekordmeister blieb er in den folgenden sieben Jahren treu und kam in dieser Zeit zu 157 Spielen im Ligabetrieb, wobei er fünf Tore erzielte. Dreimal gewann José María Minella mit River Plate, wo er unter anderem zusammen spielte mit argentinischen Fußballgrößen der damaligen Zeit wie etwa Ángel Labruna, Juan Carlos Muñoz, Adolfo Pedernera oder Carlos Peucelle, die argentinische Meisterschaft. In der Saison 1936 wurde die Meisterschaft erstmals gewonnen, im Endspiel besiegte River Plate CA San Lorenzo de Almagro mit 4:2. Im Jahr darauf gelang dann durch einen ersten Rang sechs Punkte vor CA Independiente die Titelverteidigung. In der Folgezeit dauerte es bis ins Jahr 1941, ehe für Minella und River Plate wieder ein Titel heraussprang. In besagtem Jahr wurde man Erster in der Primera División, vier Punkte vor San Lorenzo de Almagro. 
José María Minella war noch bis 1942 für River Plate am Ball, ehe er den Verein verließ und sich Peñarol aus Uruguays Hauptstadt Montevideo anschloss. Nach einem Jahr bei dem heutigen uruguayischen Rekordmeister wechselte Minella erneut den Arbeitgeber und spielte noch kurze Zeit für CD Green Cross in der chilenischen Hauptstadt Santiago. Im Jahre 1944 beendete José María Minella seine aktive Laufbahn im Alter von 35 Jahren.

### Nationalmannschaft
Zwischen 1933 und 1941 brachte es José María Minella zu 24 Länderspielen in der argentinischen Fußballnationalmannschaft. Mit ihr gewann er zweimal die Copa América, damals noch unter dem Namen Campeonato Sudamericano bekannt. Bei dem Turnier vor heimischem Publikum im Jahre 1937 war Minella erstmals in der Südamerikameisterschaft siegreich. Bei dem Turnier, das ausschließlich im Estadio Gasómetro, dem Heimstadion von San Lorenzo de Almagro ausgetragen wurde, gewann die argentinische Mannschaft das Finale mit 2:0 nach Verlängerung gegen Brasilien. Bei der übernächsten Copa América, der in Chile 1941, gewann Minella das zweite Mal diesen Titel. Diesmal erreichten die Gauchos einen ersten Platz nach Ablauf aller Spieltage der Gruppenphase mit zwei Punkten vor Uruguay, wobei man jedes Spiel gewann.

## Trainerkarriere
Nach dem Ende seiner aktiven Laufbahn als Fußballspieler wurde José María Minella Trainer. 1945 übernahm er das Traineramt seines alten Vereins River Plate und hielt dies die nächsten fünfzehn Jahre inne. Während dieser Zeit hatte River Plate eine seiner erfolgreichsten Phasen überhaupt in der Vereinsgeschichte. Mit der legendären Maquina (zu deutsch Maschine) um Spieler wie Juan Carlos Muñoz, José Manuel Moreno Fernández, Adolfo Pedernera, Ángel Labruna und Félix Loustau dominierte River den argentinischen Fußball seiner Zeit und gewann zwischen 1945 und 1957 sieben Mal die argentinische Meisterschaft, wobei in dieser Zeit nur dreizehn Mal die Meisterschaft zu vergeben war. Mit dem von Trainer José María Minella praktizierten 2-3-5-System mit der Sturmreihe Muñoz, Moreno, Pedernera, Labruna und Loustau stellte River Plate auch meist die beste Offensive der argentinischen Primera División. Doch im Laufe der Jahre wurden die Spieler der Maquina alle älter und so neigte sich auch die Dominanz von River Plate vorerst dem Ende entgegen. Nach dem Weggang von Ángel Labruna 1959 war auch der letzte Spieler der Maquina nicht mehr bei River unter Vertrag und auch José María Minellas Zeit als River-Plate-Coach endete in jenem Jahr.
Vier Jahre später kehrte José María Minella auf die Trainerbank von River Plate zurück, nachdem Néstor Rossi entlassen worden war. Minellas erneutes Engagement währte jedoch nur für kurze Zeit, er wurde nur kurze Zeit darauf wieder abgelöst. 1964 übernahm Minella das Amt des argentinischen Nationaltrainers und hatte dieses zunächst bis 1965 und dann noch einmal 1968 für kurze Zeit, ehe er durch Renato Cesarini, seinerseits auch bereits sehr erfolgreich mit River Plate und vor mehr als fünfundzwanzig Jahren einmal Trainer von Minella, ersetzt wurde. Danach nahm José María Minella keine weiteren Trainerposten an. 

## Erfolge

### Als Spieler
- Argentinische Meisterschaft: 3× (1936, 1937, 1941)

- Copa América: 2× (1937, 1941)

- Copa Ibarguren: 2× (1937, 1941)

- Copa de Oro: 1× (1936)

- Copa Adrían Escobar: 1× (1941)

### Als Trainer
- Argentinische Meisterschaft: 7× (1945, 1947, 1952, 1953, 1955, 1956, 1957)